# 沃德 (阿拉巴馬州)
沃德（英語：Ward）是一個位於美國阿拉巴馬州薩姆特縣的非建制地區。該地的面積和人口皆未知。

## 地理
沃德的座標為32°21′44″N 88°16′41″W / 32.36222°N 88.27806°W，而該地的平均海拔高度為62米（即203英尺）。